# Hebius boulengeri
Espèce
Synonymes
- Natrix boulengeri Gressitt, 1937
- Amphiesma boulengeri (Gressitt, 1937)

Statut de conservation UICN

 LC  : Préoccupation mineure
Hebius boulengeri est une espèce de serpents de la famille des Natricidae. 

## Répartition
Cette espèce se rencontre :
- en Chine à Hainan, au Guangdong, à Hong Kong, au Guangxi, au Yunnan et au Guizhou ;
- dans le nord du Viêt Nam ;
- au Cambodge dans la chaîne des Cardamomes.

## Description
L'holotype de Hebius boulengeri, une femelle adulte, mesure 462 mm dont 63 mm pour la queue.

## Étymologie
Cette espèce est nommée en l'honneur de George Albert Boulenger.

## Publication originale
- Gressitt, 1937 : A new snake from southeastern China. Proceedings of the Biological Society of Washington, vol. 50, p. 125-128 (texte intégral).